# Габель, Августина Станиславовна
Августина Станиславовна Габель (в девичестве Синькевич, Синкевич или Сенкевич; 30 августа 1853 года, Санкт-Петербург, Российская империя — 29 марта 1907 года, Харьков, Российская империя) — революционер-народник, библиотекарь. Участвовала в нелегальном «кружке Ореста Габеля», за руководителя которого и вышла замуж. Добровольно последовала за мужем в ссылку в Восточную Сибирь. Позже принимала участие в библиотечной жизни Харькова, вела переписку с русскими писателями на тему пополнения фондов Харьковской общественной библиотеки. Была в числе основателей филиальных отделов библиотеки в рабочих районах города. Знакомая художника Ильи Репина, нарисовавшего её портрет. Мать химика Юрия Габеля и литературоведа Маргариты Габель.

## Биография

### Революционная деятельность и ссылка
Августина Синькевич родилась 30 августа 1853 года в Санкт-Петербурге в семье обрусевшего поляка, титулярного советника Станислава Викентьевича Синькевича. Рано потеряла родителей и воспитывалась в семье старшей сестры Елены и её мужа Самуила Линбека. Начальное образование получила в Василеостровской женской гимназии, которую окончила в 1869 году.
Давала частные уроки. В середине 1870-х годов вместе с Софией Смиттен организовала сапожную мастерскую на Почтамтской улице. Мастерская была устроена на артельных началах, в ней проводились собрания, где вёл революционную пропаганду Михаил Овчинников. Именно здесь с идеями народничества познакомился финский рабочий Иоганн Пельконен, позже один из фигурантов «Большого процесса».
В 1874 году жила у родственников в Харькове, находилась под негласным надзором. В Харькове познакомилась с народником Порфирием Войноральским, занималась пропагандой революционных идей, в частности, среди студентов. Приняла участие в хождении в народ в окрестностях Чугуева. Исследовательница София Шоломова высказывала предположение, что Августине мог оказать частичную поддержку уроженец Чугуева — художник Илья Репин, которого она знала с юношеских лет.

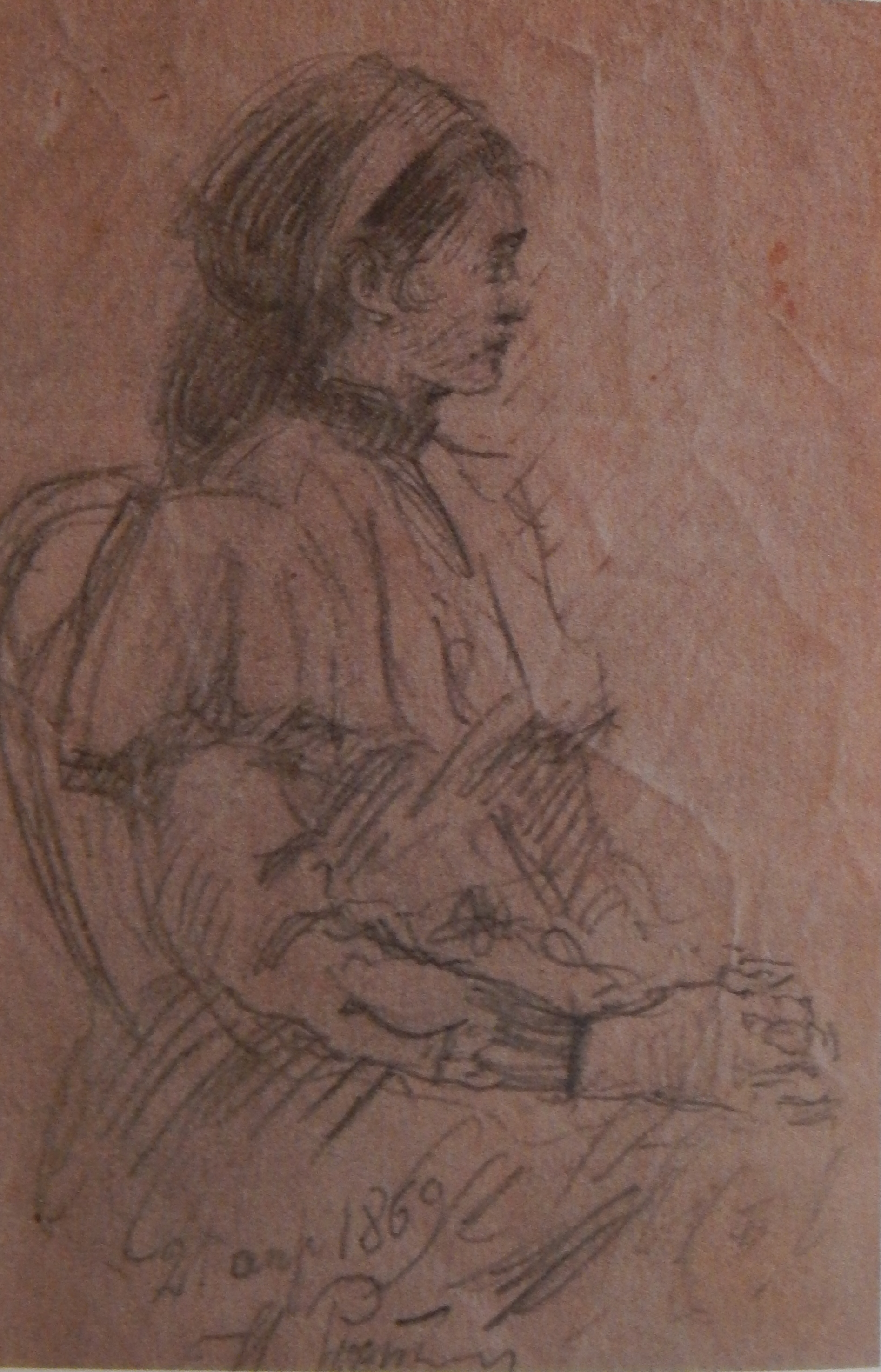
Илья Репин. Портрет Августины Синькевич. 1869

По возвращении в столицу познакомилась со студентом Орестом Габелем, который часто бывал у неё дома, будучи репетитором у племянника Самуила Линбека. Сблизившись на почве народнического мировоззрения, Августина Синькевич и Орест Габель обвенчались в 1875 году. В том же году они отправились Боснию и Герцеговину, чтобы принять участие в антитурецком восстании, однако пробыли там недолго.
Вернувшись в Санкт-Петербург, вошла в организованный её мужем народнический кружок, члены которого готовили побег Сергея Ковалика и Порфирия Войноральского из Дома предварительного заключения. По предложению члена кружка Григория Мачтета, 15 августа 1876 года она, вместе с Надеждой Бантле и Александром Клушиным, очистила от компрометирующих материалов квартиру недавно арестованной Евгении Бартошевич. В тот же день Августина была обыскана и арестована. С 25 сентября по 2 октября 1876 года находилась в тюрьме Петропавловской крепости, затем переведена в больницу Петербургского тюремного замка. Там в декабре родила первенца — дочь Людмилу. Привлекалась к дознанию по обвинению «в сношениях с содержавшимися в Доме предварительного заключения с целью их освобождения». Всего под стражей провела 4 с половиной месяца. Дело Августины Габель было закончено в административном порядке по высочайшему повелению от 2 октября 1877 года. В наказание ей было вменено предварительное нахождение под стражей, и был учреждён за ней гласный надзор.
В середине июня 1878 года получила разрешение от министра внутренних дел добровольно последовать за мужем в ссылку в Восточную Сибирь. Жила с мужем в Балаганске Иркутской губернии, занималась домашним хозяйством. За время пребывания в ссылке у супругов родилось три дочери — Елена, Валерия и Мария. 3 мая 1882 года освобождена от гласного надзора постановлением Особого совещания.
Исследователь Ольга Николаенко указывала на сходство фигур Августины Габель и другой польки Валерии Белоконской, председателя Харьковского отделения «Общества взаимопомощи трудящихся женщин». Заключение и многолетняя ссылка стала важным этапом в жизни обеих женщин и повлияли на становление их личностей. Пережитые вызовы закалили их характер и волю и побуждали к поиску своего призвания. Важным фактором, который помог женщинам пройти все испытания тяжёлых условий ссылки, по мнению исследовательницы, было наличие верных мужчин, которые любили их, и благодаря чему жёны могли сосредоточиться на семейной жизни.

### Библиотечная деятельность

Фотопортрет Августины Габель, выполненный Альфредом Федецким в 1895 году

По завершении срока ссылки Ореста Габеля семья Габель покинула Сибирь и в августе 1887 прибыла в Харьков, где за супругами был установлен негласный надзор. На новом месте у супругов родилось ещё два ребёнка — Юрий и Маргарита. В Харькове Августина Габель окунулась в культурную жизнь города. Вместе с мужем принимала участие в работе Харьковского общества распространения в народе грамотности. В 1890 году стала членом Харьковской общественной библиотеки, а в 1893—1903 годах работала в библиотеке в качестве сотрудника. Принимала участие в собраниях членов библиотеки, дежурила на абонементе и оказывала помощь читателям в выборе книг. Когда возник вопрос о создании филиалов библиотеки в рабочих районах, Августина вступила в состав организационной комиссии и приняла активное участие в открытии первого и второго филиала, в частности, занималась сбором пожертвований. После создания комитета филиальных отделений, который должен был обеспечивать работу филиалов, Августина была избрана его членом.
Одним из главных вопросов, которыми она занималась, было наполнение фондов библиотеки новыми книгами. Августина вела переписку со многими авторами, прося их бесплатно выслать книги библиотеке. Среди её адресатов были писатели Антон Чехов и Лев Толстой. Её письмо Чехову, отправленное в 1902 году, сохранилось и было включено в каталог Евгения Лейтнеккера. В письме Августина приглашала писателя посетить литературный вечер в честь 25-летия со дня смерти поэта Николая Некрасова, который планировали провести в филиальном отделе Харьковской общественной библиотеки. Точный ответ Чехова неизвестен, однако исследовательница София Шоломова указывала, что в каталоге первого филиального отделения было много книг Чехова и, возможно, часть из них была прислана автором в ответ на письмо Августины. Также в 1906 году библиотека подавала ходатайство о присвоении филиалу названия «Чеховский».
Умерла 29 марта 1907 года в Харькове. По вероисповеданию была католичкой.

## Портрет
В юности общалась с художником Ильёй Репиным с которым она, вероятно, познакомилась на одной из студенческих сходок. Начинающий художник, тогда еще студент Императорской академии художеств, нарисовал Августину в пятнадцатилетнем возрасте на литературном вечере, который состоялся 21 апреля 1869 года. Набросок карандашом долго хранился в семье Габель, пока Маргарита — дочь Августины, не передала его в Харьковский художественный музей. Впервые рисунок был опубликован искусствоведом Марьяной Черновой в журнале «Україна» в 1981 году. В музее он же был впервые был выставлен в 2019 году в экспозиции по случаю 175-летия со дня рождения Ильи Репина.
На рисунке изображена девушка, одетая в платье с пелериной, которое подчеркивает её стройную фигуру, наклонённые плечи и гибкую шею. Пышные волосы перевязаны светлой лентой, они оттеняют лицо с правильными чертами. Искусствовед Марьяна Чернова отмечала, что на рисунке Августина находится в тревоге, она, словно только на мгновение, напряжённо присела на стул. Её скрещенные руки пытаются сдержать внутренние порывы, а взгляд сосредоточен и задумчив. По мнению исследовательницы, Репин «сумел покорить характер рисунка содержанию, заглянуть в психологическое состояние портретируемой». В издании «Илья Репин и Харьковщина» отмечалось, что в портрете Августины видна характерная для ранней графики Репина робость и суховатость рисунка, которая роднит его с другой работой художника — портретом Ольги Чаплыгиной.

## Семья

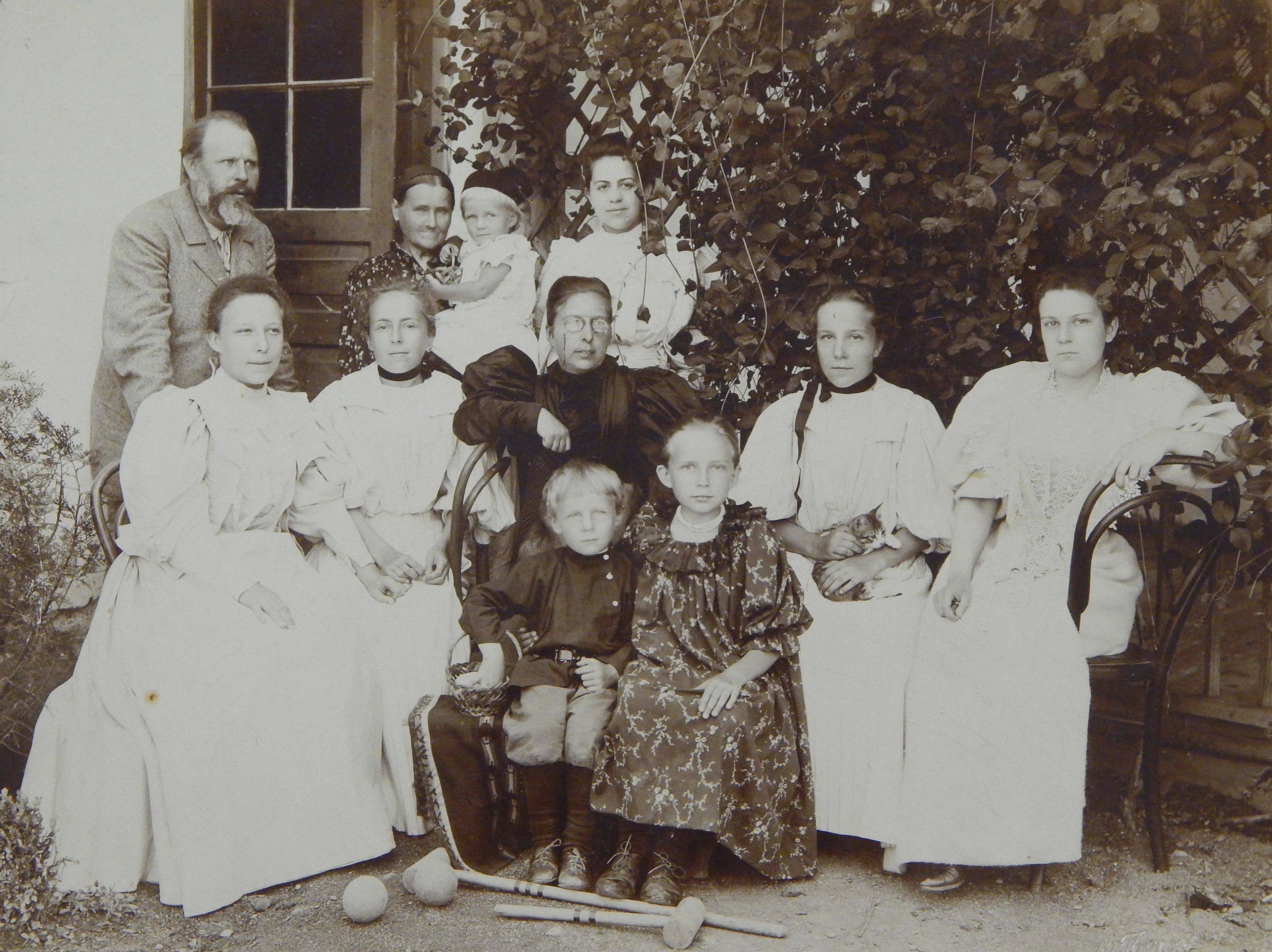
Августина Габель в кругу родных и друзей. Алушта, 1895 год

Вышла замуж за Ореста Мартыновича Габеля (1849—1915) — народника, политического и общественного деятеля, члена правления Харьковской общественной библиотеки и Харьковского общества грамотности. У супругов родилось шесть детей:
- Людмила Орестовна Габель (1876—1967) — библиотекарь, активная участница революционного движения[9].
- Елена Орестовна Габель (1879—?) — библиотекарь и химик, первая женщина, которую приняли лаборантом в Общество физико-химических наук при Харьковском университете[27].
- Валерия Орестовна Гассельбринк (1881—1970) — библиотекарь, работала в Харьковской общественной библиотеке и её филиальных отделах. В 1944—1949 годах работала заведующей районной библиотекой Голышмановского района Тюменской области[28].
- Мария Орестовна Габель-Ющенко (1886—1923) — активная участница революционного движения. В советское время основала в Харькове Центральную Педагогическую библиотеку, позже названную её именем[1].
- Юрий Орестович Габель (1891—1949) — украинский химик, доктор химических наук (1940), директор Института химии при Харьковском университете[14].
- Маргарита Орестовна Габель (1893—1981) — украинский литературовед, книговед. Кандидат филологических наук[26].

То, что все дочери супругов Габель «посвятили себя библиотечному делу и книговедению», по мнению Ольги Николаенко, свидетельствовало о весомом статусе книги и чтения в семье.

### Комментарии
1. ↑  В литературе встречаются разные варианты написания фамилии: Синькевич[1], Синкевич[2] и Сенкевич[3].
2. ↑  Дочь генерала Густава Смиттена.
3. ↑  Евгений Эмильевич Лейтнеккер, краевед, литературовед и музейный работник. Ему принадлежит описание рукописей А. П. Чехова. 1938.